# Cottonwood River (Fraser River)
Der Cottonwood River ist ein 62 km langer linker Nebenfluss des Fraser River in der kanadischen Provinz British Columbia.

## Flusslauf
Der Cottonwood River entsteht 26 km östlich der Stadt Quesnel am Zusammenfluss von Swift River und Lightning Creek. Die beiden Quellflüsse entspringen im weiter östlich gelegenen Quesnel-Hochland. Der Cottonwood River fließt in überwiegend nordwestlicher Richtung durch die bewaldete Region des Fraser-Plateaus. 55 km oberhalb der Mündung kreuzt der British Columbia Highway 26 (Quesnel–Barkerville) den Fluss. Dort befindet sich unweit des rechten Flussufers Cottonwood House. 34 km oberhalb der Mündung kreuzt der British Columbia Highway 97 (Cariboo Highway, Quesnel–Prince George) den Fluss. 13 km oberhalb der Mündung liegt der Cottonwood River Provincial Park am rechten Flussufer. Unterhalb diesem mündet der Ahbau Creek rechtsseitig in den Cottonwood River. Dieser wendet sich anschließend nach Westen. Er weist auf seinem untersten Flussabschnitt ein breites Kiesbett auf, das von borealem Wald flankiert wird. Der Cottonwood River mündet schließlich 17 km nördlich der Stadt Quesnel in das linke Flussufer des Fraser River. Weiter nördlich verläuft der Naver Creek, weiter südlich der Quesnel River. Der englische Begriff cottonwood bezeichnet mehrere nordamerikanische Pappelarten.

## Hydrologie
Der Cottonwood River entwässert ein Areal von etwa 2500 km². Am Pegel 16,5 km oberhalb der Mündung beträgt der mittlere Abfluss 24,4 m³/s. In den Monaten April, Mai und Juni führt der Cottonwood River die größten Wassermengen.